# 垓下の歌
『垓下の歌』（がいかのうた）は、楚漢戦争最後の戦いである垓下の戦いにおいて、天運を悟った西楚の覇王項羽（項羽）が愛人虞美人に贈った詩。
『史記』巻7項羽本紀 第7、『漢書』巻31陳勝項羽傳第1に記述される。
| 垓下歌         | 訓み下し、日本語訳                                                                                   |
| -------------- | --- |
| 力拔山兮氣蓋世 | 力山を抜き 気世を蓋ふ                                                                                |
| 力拔山兮氣蓋世 | (吾が)力は山(動かないものの代表)をも動かし、(吾が)気迫は世界(広いものの代表)をも覆うほどに強大だが、 |
| 時不利兮騅不逝 | 時利あらずして 騅逝かず                                                                              |
| 時不利兮騅不逝 | 時勢は(吾に)不利であり、(吾が愛馬の)騅は進もうとしない。                                             |
| 騅不逝兮可柰何 | 騅、逝かざるを 奈何(いかん)すべき                                                                    |
| 騅不逝兮可柰何 | 騅が進まないのを(吾に)いったい何ができるというのか (何もできはしないではないか)。                    |
| 虞兮虞兮柰若何 | 虞や虞や 若(なんぢ)を奈何(いかん)せん                                                                |
| 虞兮虞兮柰若何 | (それにもまして)虞よ、虞よ！ (吾は)そなたに何をしてやれるというのか (何もしてやれないではないか)。   |

「力拔山兮氣蓋世」の句から「抜山蓋世」が故事成語となった。「威勢が非常に強く、気力が極めて盛んなこと」をあらわす。

## 関連
- 四面楚歌